# مراد ابو مراد
مراد ابو مراد (عربی: مراد أبو مراد؛ درگذشت ۱۳ اکتبر ۲۰۲۳) فرمانده ارشد فلسطینی حماس و رئیس عملیات هوایی بود. او در برنامه‌ریزی حملات ۷ اکتبر در اسرائیل نقش داشت.

## مرگ
در ۱۴ اکتبر ۲۰۲۳، ارتش اسرائیل اعلام کرد که ابو مراد را در روز قبل کشته‌است.